# Васильчук, Алексей Васильевич
Алексей Васильевич Васильчук (род. 5 декабря 1973, Химки) — российский ресторатор, предприниматель, сооснователь сети ресторанов «Чайхона №1» и ресторанного холдинга Vasilchuki Reastaurant Group.

## Биография
Родился 5 декабря 1973 года в Химках Московской области. В 2001 году окончил Финансовый университет при Правительстве Российской Федерации. Позже получил степень МВА в Московской международной высшей школе бизнеса.
В 2001 году вместе с братом Дмитрием открыл первый ресторан сети «Чайхона №1». В 2010 году Алексей разделил бизнес с Тимуром Ланским, после чего четыре ресторана сети «Чайхона № 1» достались Ланскому, пять — Васильчукам. К 2014 году количество ресторанов в сети Васильчука увеличилось до 26, из которых 25 находились в Москве и Подмосковье, один — в Санкт-Петербурге.
В 2016 году вместе в братом основал холдинг Restart Vasilchuk Brothers. В него входят около 80 ресторанных проектов с общим штатом в 7,5 тысяч сотрудников, включая сеть «Чайхона № 1», «Ploveberry», «OBED BUFET», «Live Kitchen», «Проект 354» и другие.
В 2017 году стал победителем конкурса Ernst & Young «Предприниматель года 2017» в России в номинации «Ресторанный бизнес».
В 2019 году стал сооснователем фудмолла «Депо».
В 2020 году продал свою долю в сети «Обед-буфет» Сергею Солонину.
В 2020 году вошёл в совет директоров платформы для построения сетей мониторинга качества воздуха CityAir и специализированной образовательной платформы Part.A.
Член президиума Федерации рестораторов и отельеров России.
В октябре 2021 года стал ведущим кулинарной программы «Бузова на кухне» на телеканале ТНТ.

## Личная жизнь
Первая жена — Вероника. 6 детей от первого брака.
Вторая жена - Ульяна Донскова